# 中嶋博行
中嶋 博行（なかじま ひろゆき、1955年9月12日 -）は、日本のミステリー作家・小説家・評論家、弁護士。神奈川県弁護士会所属。

## 人物
茨城県下館市（現・筑西市）出身。早稲田大学法学部卒業。1985年に司法試験に合格。横浜に弁護士事務所を開業。『検察捜査』で第40回江戸川乱歩賞を受賞、デビュー作となる。「リーガル・サスペンス」と題し、専門知識を生かした推理小説が特徴である。
犯罪被害者の支援活動にも尽力している。犯罪被害者救済のため、刑事裁判に民事裁判を附属させて同時におこなう民刑併合の裁判、すなわちかつて日本でも旧刑事訴訟法のもとで実施されていた附帯私訴の復活を主張している。
犯罪被害をテーマにした漫画『ホカベン』の原作者。遊戯銃への造詣が深く、「トイガン文化を守る会」代表、日本遊戯銃協同組合ソフトエアガン安全会議常務理事を務めている。

## 作品

### 小説
- 『検察捜査』講談社、1994年9月（のち、講談社文庫）- 1994年度第40回江戸川乱歩賞
  - 黒木瞳主演でテレビドラマ化
- 『違法弁護』講談社、1995年11月（のち、講談社文庫）
- 『司法戦争』講談社、1998年7月（のち、講談社文庫）
- 『第一級殺人弁護』講談社、1999年7月（のち、講談社文庫）
  - 風間トオル主演でテレビドラマ化
- 『ホカベン ボクたちの正義』講談社文庫、2008年6月
- 『新検察捜査』講談社、2013年10月刊行予定

### 漫画原作
- 『ホカベン』カワラニサイ画、講談社イブニングKC、全5巻
  - 『イブニング』にて連載、後に上戸彩主演でテレビドラマ化。

### 小説以外
- 『罪と罰、だが償いはどこに?』新潮社、2004年9月
- 『君を守りたい - いじめゼロを実現した公立中学校の秘密』朝日新聞社、2006年9月(のち、朝日文庫。「いじめゼロ! ある公立中学校が実現したいじめ撲滅」に改題)
- 『この国が忘れていた正義』文春新書、2007年7月
- 『逆転法廷　裁判員攻略読本』　講談社、2009年6月